# Mopane-savanne

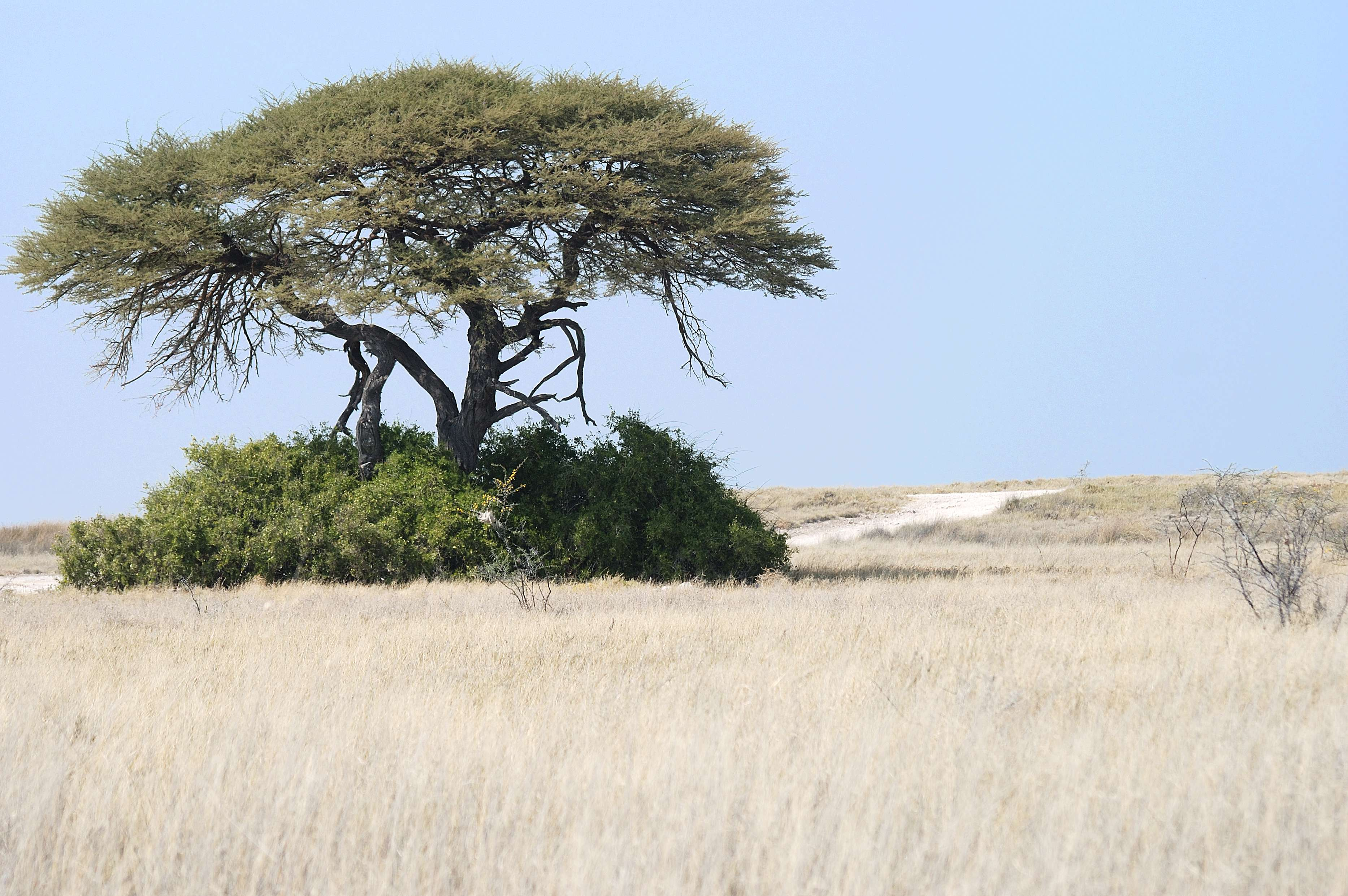
Savanne in nationaal park Etosha.

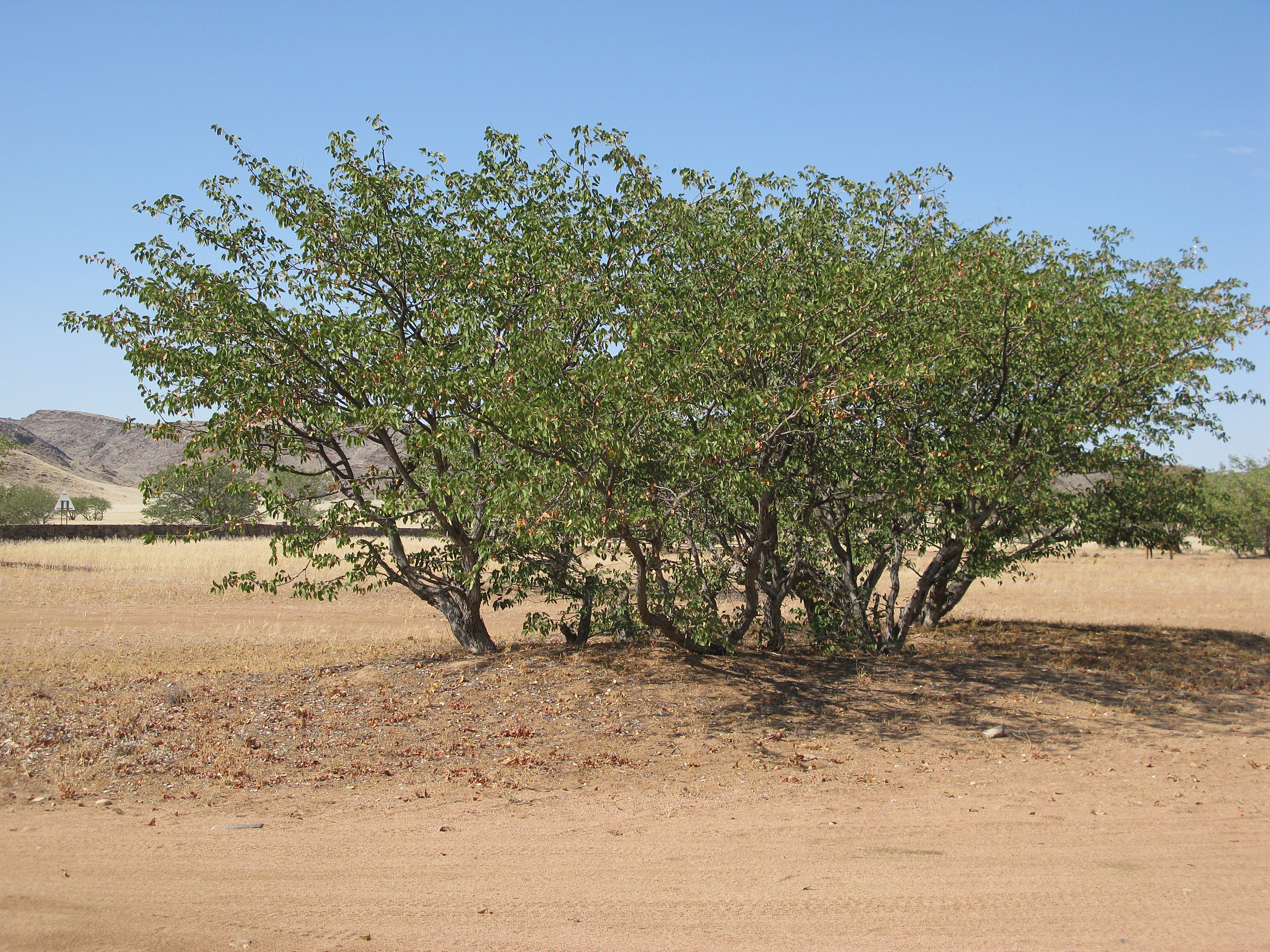
Mopane in Namibië.

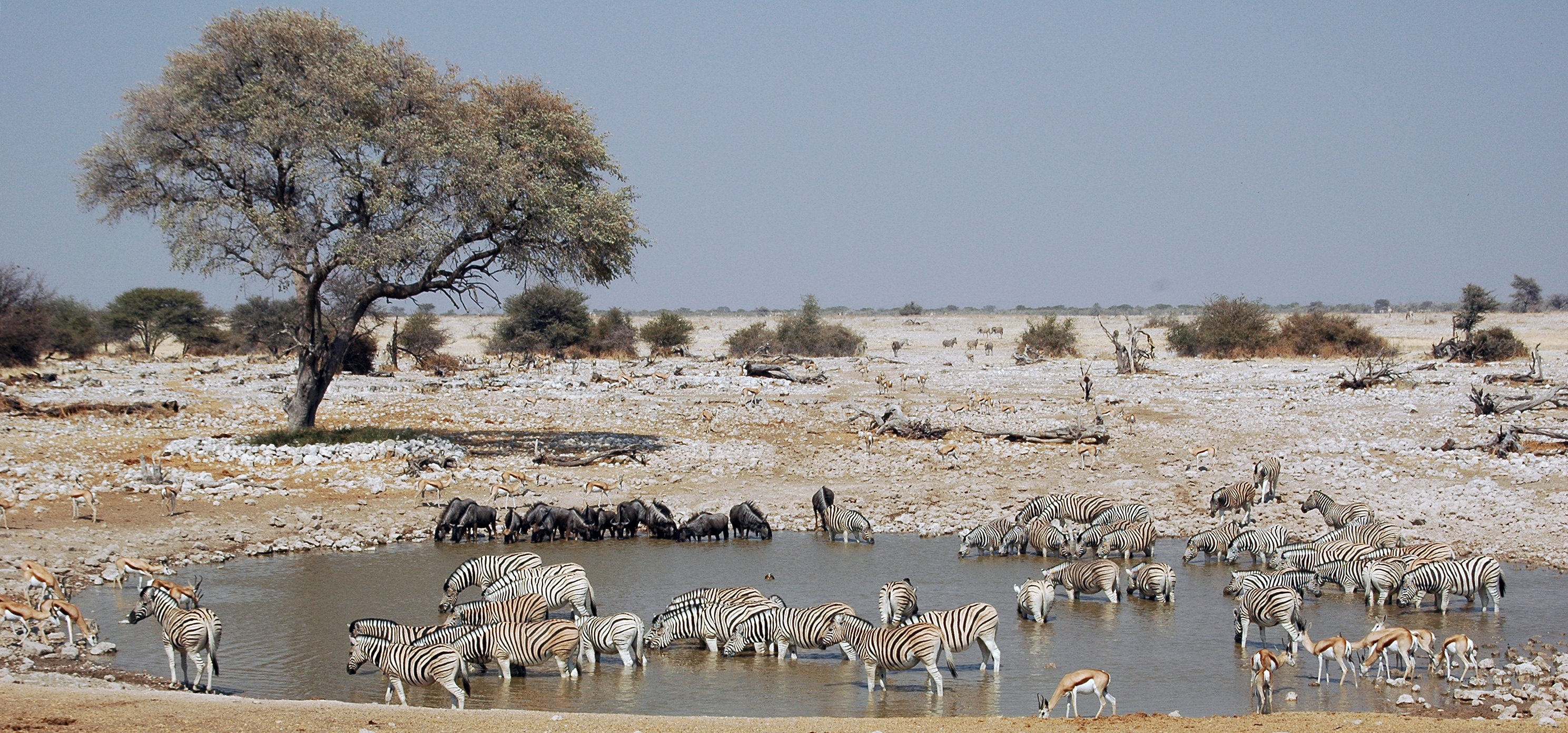
Steppezebra's, gnoes en springbokken in Etosha

De mopane-savanne is een savannegebied in Namibië en Angola. Deze ecoregio wordt gedomineerd door de mopane (Colophospermum mopane).

## Locatie
De mopane-savannes liggen in het zuidwesten van Angola en het noorden van Namibië tussen de 15e en 21e zuidelijke breedtegraad. Deze ecoregio omsluit de zoutpan van Etosha, dat als een aparte ecoregio wordt beschouwd. Het ligt landinwaarts van het Namibische escarpment en aan de westelijke rand van het Centraal-Afrikaanse Plateau op ongeveer 1000 meter hoogte. De ecoregio is overwegend vlak, maar loopt in het zuiden op met de Waterberg (1857 meter) als hoogste punt.

## Klimaat
De jaarlijkse regenval in de ecoregio ligt tussen de 400 en 600 mm en neemt toe in oostelijke richting. Regen valt normaal gesproken in de zomermaanden, tussen augustus en april. De meeste neerslag valt over het algemeen in februari met ongeveer 110 mm. De hoeveelheid neerslag kan echter sterk variëren tussen de verschillende jaren. In de oostelijke delen van de ecoregio liggen de temperaturen hoger met een gemiddelden van 9°C tot 24°C in de westelijke delen tot 12°C tot 30°C landinwaarts. 

## Flora en fauna

### Flora
De mopane (Colophospermum mopane) domineert de vegetatie en is essentieel voor zowel de mensen als de dieren in de regio. Afrikaanse olifanten voeden zich met de wortels, schors, bladeren en takken van de mopane. Mopanes vormen dichte bosgebiedjes met een spaarzame ondergroei van struiken, waarin grassen over het algemeen ontbreken. Wanneer de kroonlaag geopend wordt door bijvoorbeeld het foerageren van olifanten ontwikkelen grassen zich wel. Hetzelfde geldt als mopanes door toedoen van olifanten omvallen, waarbij grasland met hoog gras en lage mopanestruiken ontstaat. In de Namibische delen van de ecoregio worden mopanes meestal zeven tot tien meter hoog. Mopanes komen samen voor met onder meer diverse soorten acacia's en corkwood, de rooiboswilg (Combretum apiculatum), huilboom (Peltophorum africanum), tambotiboom (Spirostachys africana), vaalboom (Terminalia prunoides), sterkbos (T. sericea), sekelbos (Dichrostachys cinerea), suurpruim (Ximenia caffra) en grassen zoals bluestem (Dichanthium annulatum).

### Fauna
De soortenrijkdom in de mopane-savannes is hoog, zeker in vergelijkingen met de droge woestijnen zoals de Kaokoveld- en Namibwoestijn ten westen van de ecoregio. Veel diersoorten uit de tropische delen van Afrika komen in dit gebied voor, maar ontbreken in de drogere regio's ten westen van de ecoregio. Tijdens de droge wintermaanden komen grote groepen dieren samen bij bronnen en meertjes. Steppezebra's, gestreepte gnoes en springbokken zijn de algemeenste grote zoogdieren bij deze watergebieden. 

## Bescherming
In Angola liggen twee nationale parken binnen de ecoregio, Bikuar en Mupa. In Namibië ligt nationaal park Etosha.